# 拉舒佩站
拉舒佩站是叶尔加瓦-利耶帕亚铁路线上的一个火车站，车站建于1931年并于同年的3月10日对公众开放，车站附近的居民点是拉舒佩村。